# Carteia
Carteia (en llatí Carteia, en grec antic Καρτηα̈α) va ser una antiga ciutat del sud d'Hispània propera a Gibraltar. La seva situació per part dels autors antics no queda prou clara, ja que Titus Livi la situa més enllà de l'estret de Gibraltar, i Estrabó diu que estava situada a cent-setanta mil passes de Corduba.
A l'antiguitat s'anomenava Karteia i també Heracleia, ja que segons Timòstenes l'havia fundat Hèracles. Estrabó diu que en temps de Timòstenes (segle iii aC) encara s'observaven les seves muralles.
A Carteia es van establir colons fenicis originant el poble dels bastetans. A la Segona Guerra Púnica s'hi va lliurar una batalla naval en la que Gai Leli va derrotar Adhèrbal l'any 206 aC.
L'any 171 aC s'hi van establir quatre mil persones descendents de soldats romans i dones del país i va esdevenir la colònia Latina colonia Libertinorum. Estava governada per quatorviri, els magistrats en cap d'una colònia, encara que no s'ha trobat cap moneda amb la indicació que fos colònia.
Durant la Guerra civil romana va ser la principal estació naval de Gneu Pompeu, el fill de Pompeu Magne, que s'hi va refugiar després de ser derrotat a Munda, però en va haver de sortir el mateix any 45 aC. Estrabó i l'autor de De bello civili diuen que va ser una presó naval. Ciceró fa referència en una carta què Carteia va acollir a Sext Pompeu després de l'assassinat de Juli Cèsar.
Es conserven algunes restes, quasi totes d'època romana. Es poden veure fragments de la muralla romana, el teatre, les termes, part d'un edifici monumental amb columnes corínties i pròtoms de bou, aparentment d'un temple. Una construcció que se suposa que era el Capitoli i restes d'indústries de salaó per a la fabricació de garum. També s'han trobat escultures, inscripcions, monedes i ceràmica.